# Lajos Haynald
Stephan Franz Lajos (ou Ludwig ) Haynald (3 de outubro de 1816, em Szécsény - 3 de julho de 1891, em Kalocsa ) foi um arcebispo húngaro de Kalocsa-Bács , naturalista e cardeal .

## Vida
Tendo completado seus estudos nas escolas secundárias, ingressou no Emericianum em Pozsony (Presburg) em 1830, permanecendo lá por um ano. Estudou filosofia em Nagyszombat (Tyrnau) em 1831, teologia em Viena em 1833; entrou ordens sagradas em 15 de outubro de 1839, e recebeu o grau de Doutor em Teologia em 1841.
Após um breve período de trabalho pastoral, tornou-se professor de teologia no seminário de Esztergom em 1842. O príncipe-primaz József Kopácsy o nomeou secretário em 1846, mas antes de assumir as funções desse cargo, despachou no exterior para estudar a formação de pastores e administração eclesiástica. Haynald provavelmente foi o primeiro húngaro a estudar tais assuntos em países estrangeiros. Ele passou a maior parte do tempo que passou em sua missão em Paris.
Em seu retorno, foi nomeado chanceler-diretor do príncipe-primaz, no início de 1848. Quando o parlamento húngaro proclamou a independência da Hungria em 14 de abril de 1849, Haynald recusou-se a publicar esta declaração. A consequência foi que ele perdeu sua posição, após o que retornou à sua cidade natal Szécsény. No final da Guerra Revolucionária, ele foi restituído ao seu cargo; em 15 de setembro de 1851, foi nomeado coadjutor do bispo da Transilvânia , Nicholas Kovács , a quem sucedeu em 15 de outubro de 1852.
Com a publicação do diploma de outubro, em 1860, Haynald tornou-se um dos defensores da união da Transilvânia com a Hungria. Suas opiniões políticas e suas atividades o levaram a entrar em conflito com o governo vienense. O conde Francis Nádasdy , chefe da Chancelaria da Transilvânia, acusou Haynald de deslealdade. Haynald foi a Viena e apresentou um memorial no qual expôs suas opiniões políticas. Apesar disso, as dissensões entre o governo e Haynald continuaram e resultaram na renúncia de Haynald em 1864.
O Papa Pio IX o convocou a Roma e o nomeou arcebispo titular de Cartago .
Até 1867 esteve em Roma como membro da Congregação para os Assuntos Eclesiásticos Extraordinários . Após a restauração da constituição húngara, Haynald foi nomeado Arcebispo de Kalocsa-Bács, em 1867, por instância do Barão Joseph Eötvös .
Ele desempenhou um papel importante no Concílio Vaticano I de 1870, sendo, com George Strossmayer, bispo de Diakovár, um dos principais opositores do dogma da infalibilidade papal, embora tenha se submetido ao decreto do concílio. O Papa Leão XIII fez de Haynald um cardeal em 12 de maio de 1879.  O Papa Leão deu-lhe seu galero vermelho e designou-lhe a igreja titular de Santa Maria degli Angeli e dei Martiri em 22 de setembro. 
Como bispo e arcebispo, visava principalmente manter a disciplina eclesiástica e elevar o padrão de estudos nas escolas públicas. Seus legados somaram quase cinco milhões de florins . Ainda jovem padre dedicou-se à botânica e fez uma grande coleção de plantas e de livros, que posteriormente passou a pertencer ao Museu Nacional Húngaro . A Academia Húngara de Ciências fez dele um membro honorário.
A abreviatura de autor padrão Haynald é usada para indicar essa pessoa como autor ao citar um nome botânico .